# Helmandcultuur

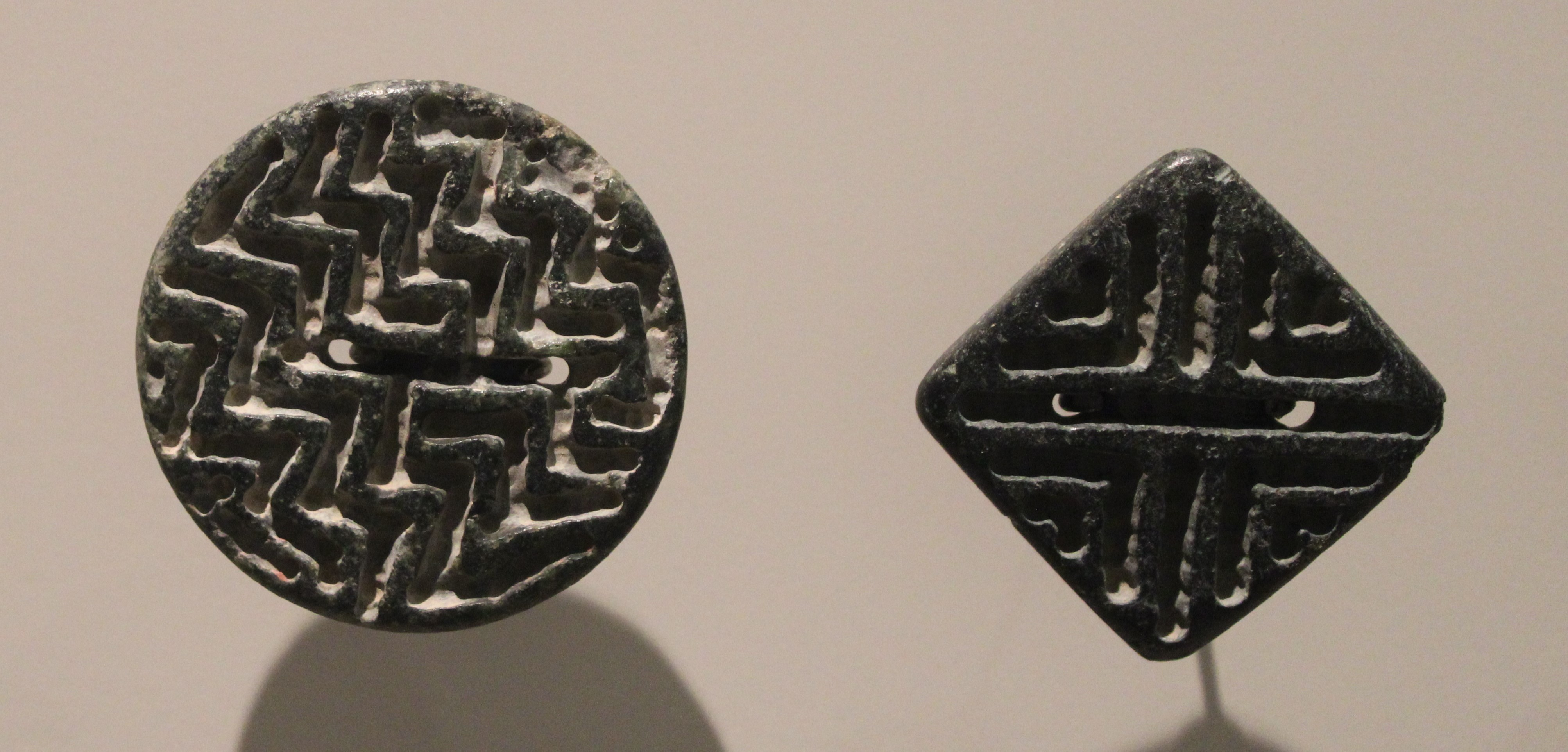
In Mundigak gevonden zegels, derde millennium voor Chr.

De Helmandcultuur of Helmandbeschaving bloeide in het vierde en derde millennium voor Christus in het zuiden van Afghanistan en in het zuidoosten van Iran. Deze stedelijke Bronstijd-cultuur is slechts op enkele plaatsen bekend. Mundigak (Afghanistan) en Shahr-e Suchte (Iran) zijn de belangrijkste steden met aanzienlijke proporties. Andere belangrijke plaatsen zijn Bampur en Said Qala Tepe. De naam van de cultuur verwijst naar de Helmand, een rivier in Afghanistan en Iran, in wiens gebied de meeste vindplaatsen van deze cultuur zich bevinden. De naam is analoog aan de namen van de Induscultuur en Oxuscultuur, die zich ook langs rivieren ontwikkelden. Mogelijk kan het gebied van de Helmandcultuur gelijkgesteld worden met een oude staatsstructuur.
Het is de vroegst bekende cultuur in de regio die steden bouwde. In Mundigak werden een groot paleis en een monumentale tempel opgegraven. Het paleis in het bijzonder toont een geavanceerde sociale structuur van de samenleving. Er werd brons verwerkt. Een deel van het keramiek is beschilderd. In de vondsten zijn tal van terracotta figuren terug te vinden. Op verschillende plaatsen werden zegels met geometrische patronen gevonden.
Er waren contacten met de Indusbeschaving in het oosten, de oxusbeschaving in het noorden en de Jiroft-cultuur in het westen. De exacte chronologische classificatie van de cultuur veroorzaakt echter problemen bij het onderzoek. Terwijl het oudere onderzoek aannam dat de Indusbeschaving rond dezelfde tijd plaatsvond, zijn recentere studies voorzichtig en gaat men er eerder vanuit dat de Helmandcultuur al in 2500 v.Chr. was, nog voordat de Induscultuur in volle bloei was.